# Fràgil (disc)
|  | Per a altres significats, vegeu «Fragilitat». |

Fràgil és el dotzè disc publicat per la banda musical Els Pets. L'àlbum va sortir a la venda el dia 10 d'abril de 2010, sota el segell Discmedi-Blau. Fou enregistrat als estudis La Casamurada (Baix Penedès), mesclat als estudis Alex The Great de Nashville i masteritzat als estudis Yes Master de Nashville.
La gira del grup amb aquest disc va començar el 23 d'abril a Castelló d'Empúries, a l'Alt Empordà. Durant aquesta gira, The Gruixut's feu de grup teloner en molts concerts.

## Cançons
El disc conté 12 cançons originals.